# Johan Niclas Byström

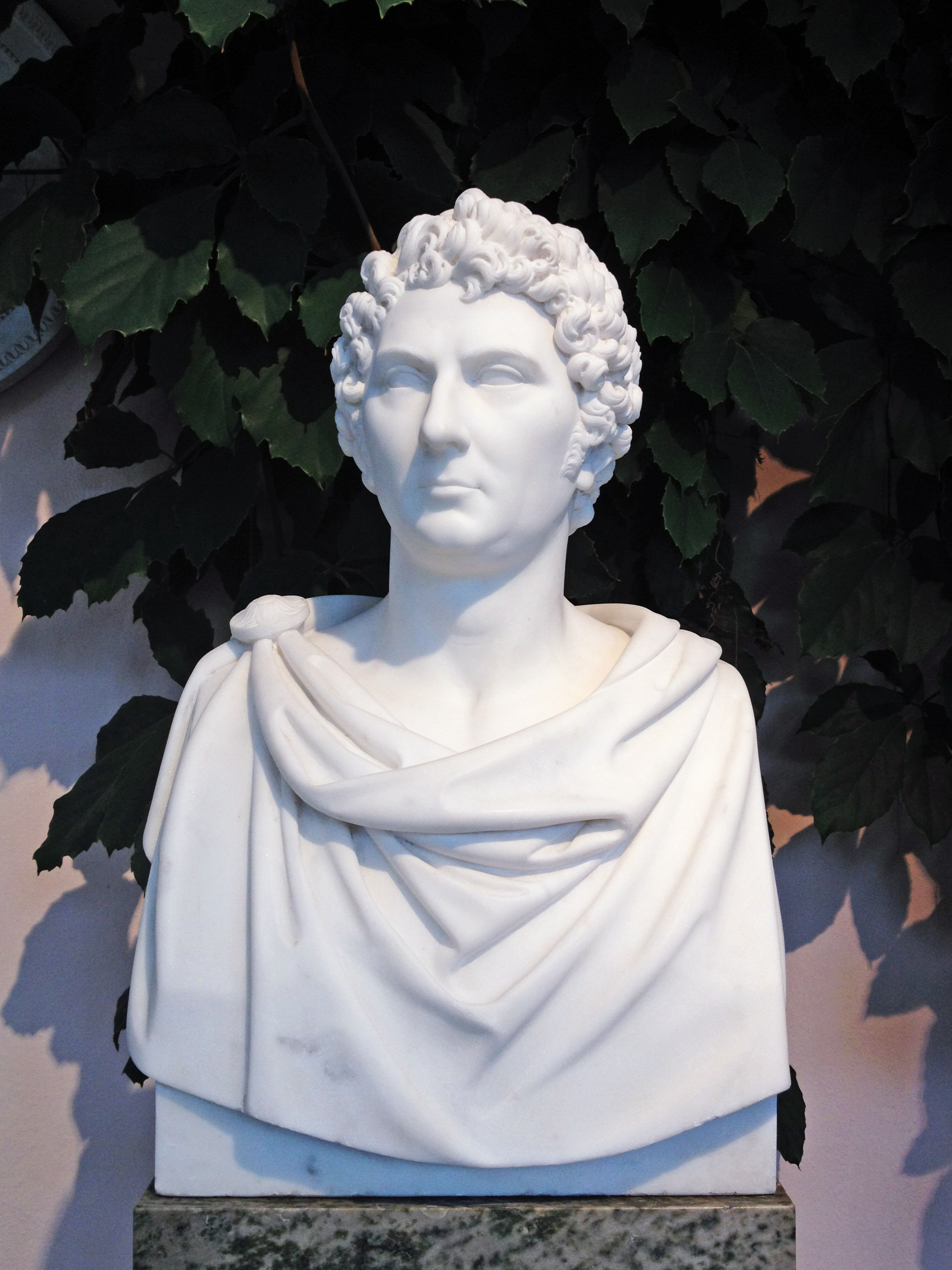
Karl XIV Johan i Orangerimuseet vid Ulriksdals slott.

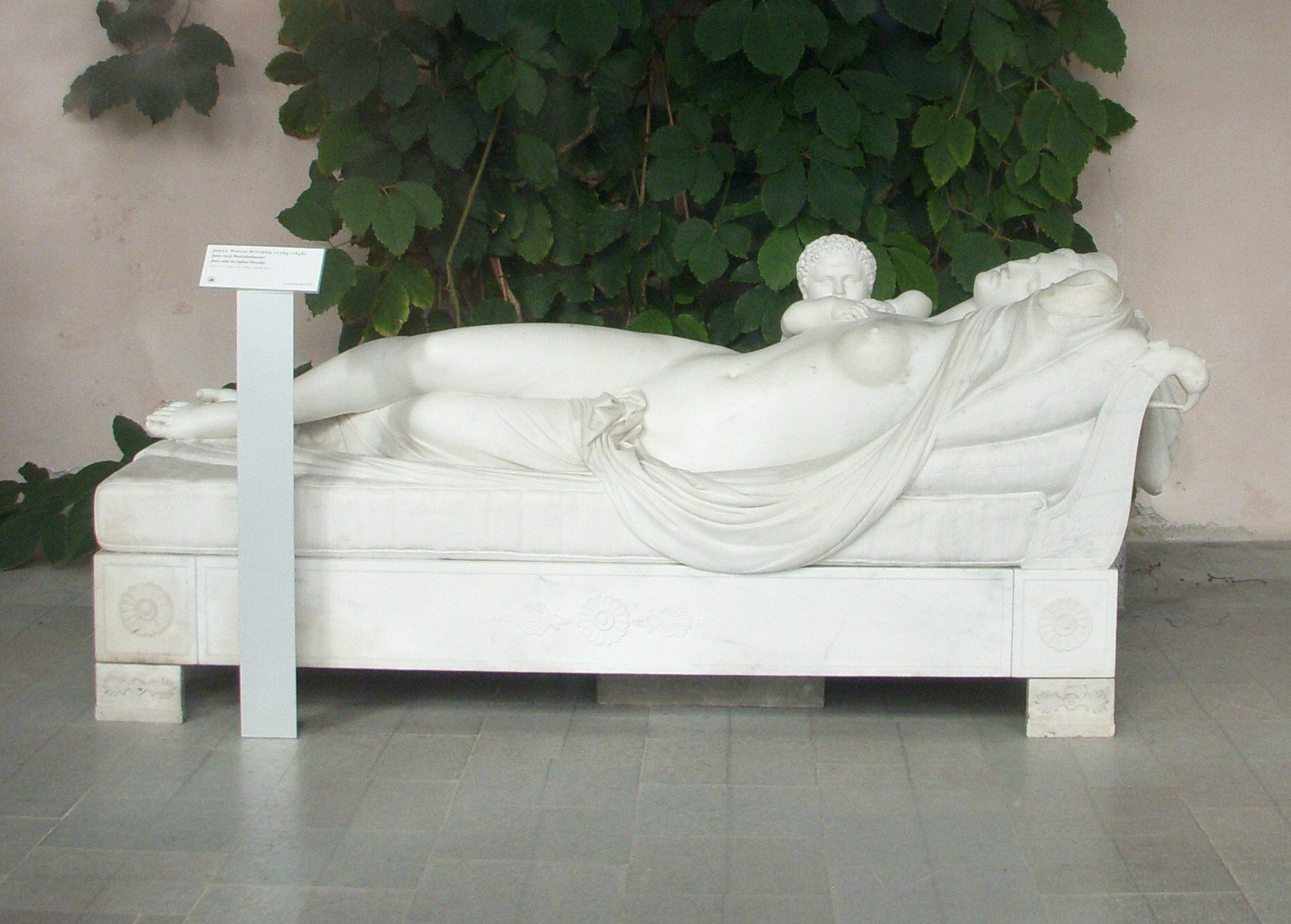
Juno med Hekulesbarnet i Orangerimuseet.

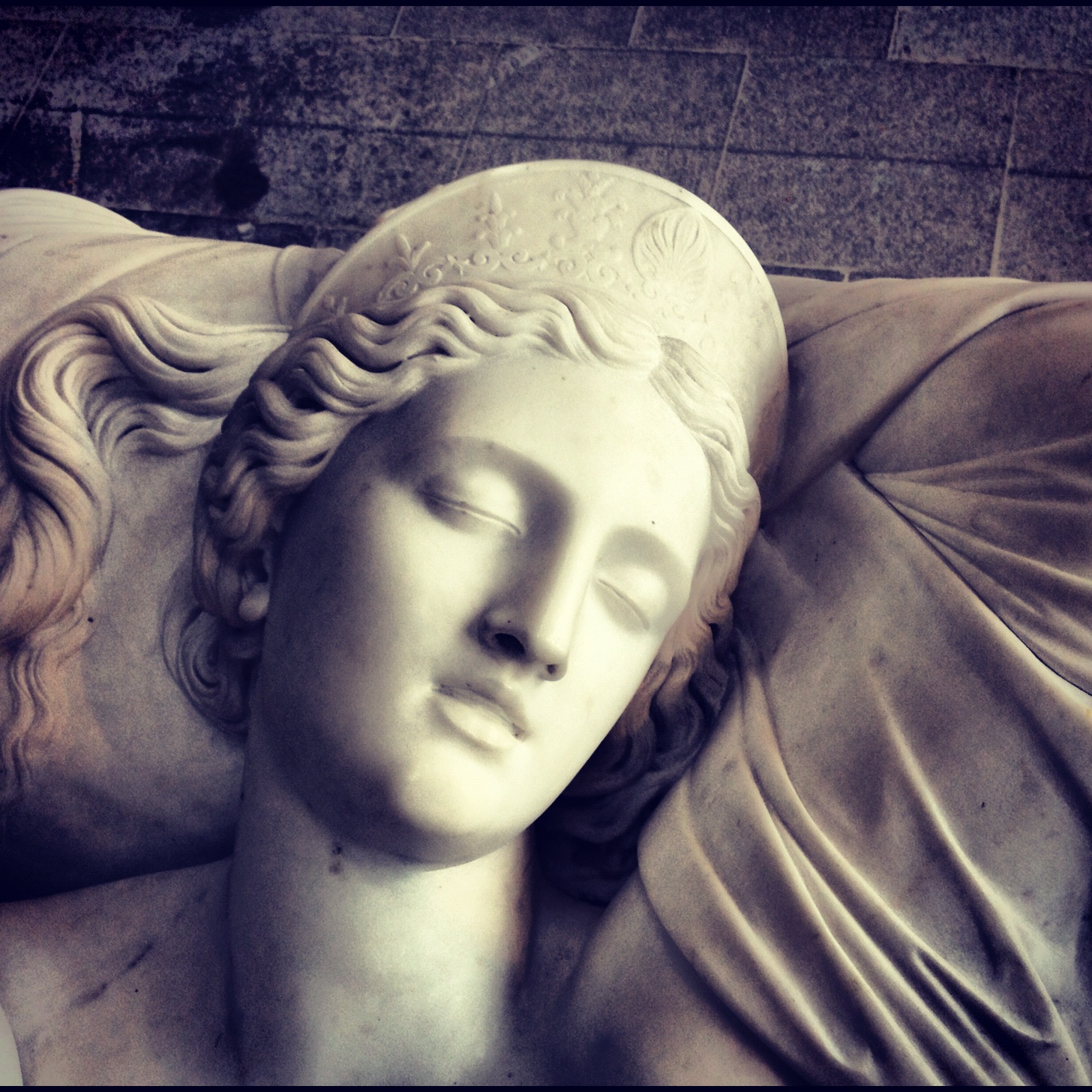
Detalj av Juno med Herkulesbarnet.

Johan Niclas Byström, född 18 december 1783 i Filipstad, död 13 mars 1848 i Rom, var en svensk skulptör.

## Biografi
Johan Niclas Byström började som affärsbiträde i sin fars affär, men när modern avled sökte han sig till Stockholm för att utbilda sig till skulptör för Johan Tobias Sergel. När han väl fick kontakt med Sergel blev han avvisad, och sökte sig till Louis Masreliez, Jonas Forsslund och Elias Martin. Han studerade vid Konstakademien 1803–09 och tilldelades flera utmärkelser varvid Sergel fick upp ögonen för honom och gav honom arbete under sin ledning. Han tilldelades en resepension från akademien som gav honom möjlighet att bosätta sig i Rom, men han vistades längre perioder i Stockholm där han var kunglig statybildhuggare och med den titeln förenade bostaden och ateljén vid Sergelgatan. Han blev professor vid Konstakademien 1832. Bland hans offentliga arbeten märks altarskulpturer till Linköpings domkyrka, Bellmansbysten vid Bellmansro på Djurgården i Stockholm och ett flertal statyer av Karl XI.

### Bakgrund
I Filipstad var fadern rådman och köpman. Fadern ansåg att genom att biträda bergslagshandeln i Filipstad kunde sonen överta handeln efter fadern. Han fogade sig efter faders önskemål och på lediga stunder sysslade han med sigillgravyr. Fadern avled när Byström var cirka tjugo år och med ett obetydligt fadersarv kunde han förverkliga sina drömmar och resa till Stockholm och där studera bildhuggarkonst under ledning av Johan Tobias Sergel och Louis Masreliez.

### Italien
År 1809 fick han av Kungliga Akademien för de fria konsterna dess stora pris åtföljt av ett resestipendium. Med dessa gjorde han en studieresa till Rom i juni 1810, en stad som kom att bli hans andra hem.
Två år därefter inträffade konstnären själv, medförande fyra marmorstatyer: en Pandora, en Hygiea, en Nymf och en Mars, på vilken huvudet ännu inte var hugget. Kronprinsen Karl Johan köpte dessa arbeten, bland vilka det sistnämnda, vars huvud Byström i största hemlighet gav Karl Johans drag, sedermera blev såsom gåva införlivat med Skoklosters slotts samlingar. 
Under sin vistelse i Stockholm 1816 utnämndes han till vice professor vid Konstakademien. Han återvände redan samma år till Rom, med beställning på statyer av Karl X Gustav, Karl XI och Karl XII. 1821 gjorde han ett nytt besök i Stockholm, och när han på hösten samma år reste tillbaka till Rom, tog han vägen över England och Paris.
År 1829 återkom Byström till Stockholm och fullbordade där bl.a. de tre Karlarna. 1832 blev han ordinarie professor vid Konstakademien, men återvände sedan åter till Italien.
Under de närmast följande somrarna vistades han för det mesta i Carrara, där han hade eget hus och ett eget, vinstgivande marmorbrott. Där mejslade han bland annat statyerna Gustav II Adolf och Karl XIV Johan (båda i rikssalen på Stockholms slott) samt lät utföra en mängd arkitekturdetaljer, kandelabrar, vaser med mera, vilka han vid sin återkomst till Sverige 1838 sålde till kungen.

### Åter i Sverige
När han 1838 beslöt att åter bosätta sig i Sverige, ville han ta med sig ett stycke av Italien. Han uppförde 1839–44, på en höjd på Djurgården, Byströms villa. Enligt en uppgift lär han dock ha uppfört denna villa på beställning av Karl XIV Johan, men efter konungens död såg han sig nödgad att själv behålla villan, som kostat 180 000 kr.[källa behövs] De ljusa salarna pryddes med en samling hemförda konstsaker och egna arbeten.  

### De sista åren
I Stockholm dröjde han den gången till 1844, då han av sin försvagade hälsa tvangs att återvända till Rom. Där var han sysselsatt med en större grupp, "Kärleken, omgiven av unga kvinnor av olika karaktärer", då döden överraskade honom 13 mars 1848. Han begravdes på den icke-katolska kyrkogården i Rom och hans maka Lucia Pasquali reste en gravvård. 
Byström testamenterade en del av sin förmögenhet till den vackra svenskan, hans hushållerska och modell Karolina Bygler, som av romarna kallades Eleonora Bistrom.
Hans samlingar såldes 1853 på auktion. Villan gick genom flera händer, tills juveleraren Christian Hammer 1865 köpte den.

## Verk

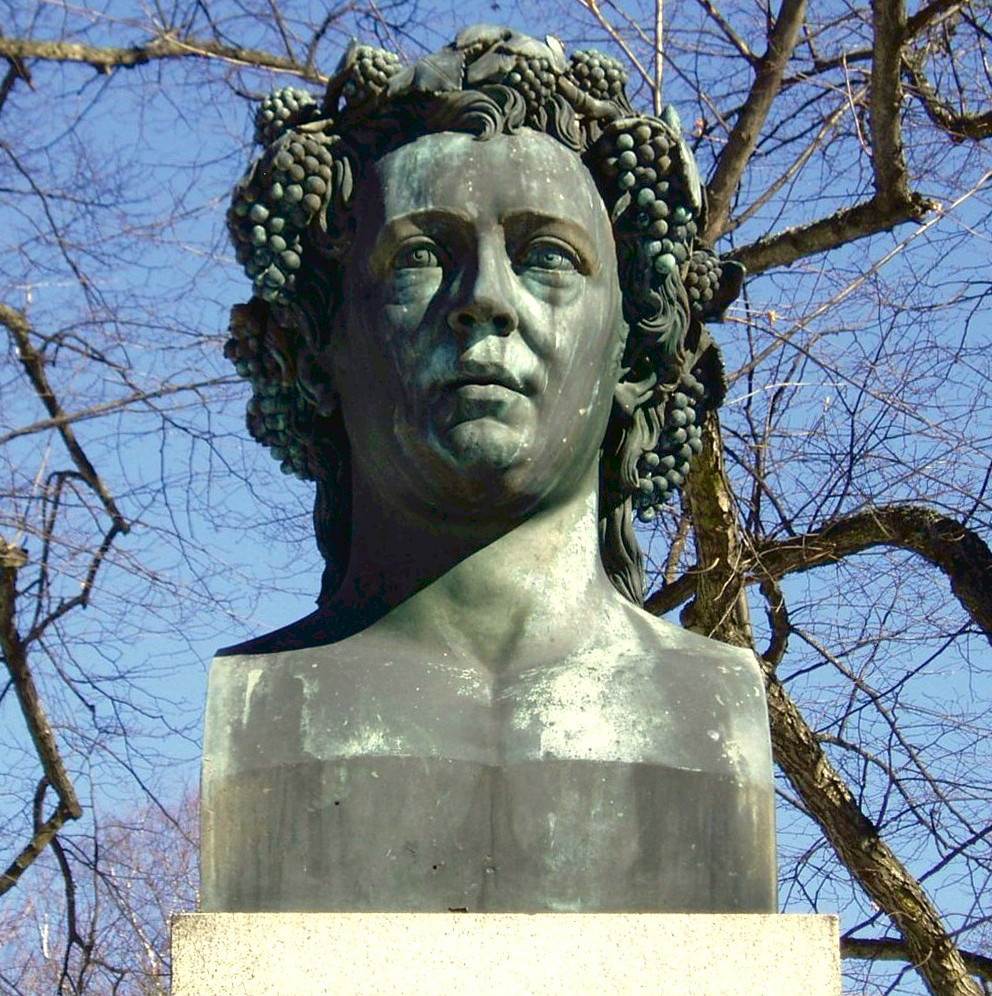
Bellmansbysten vid Bellmansro, Stockholm.

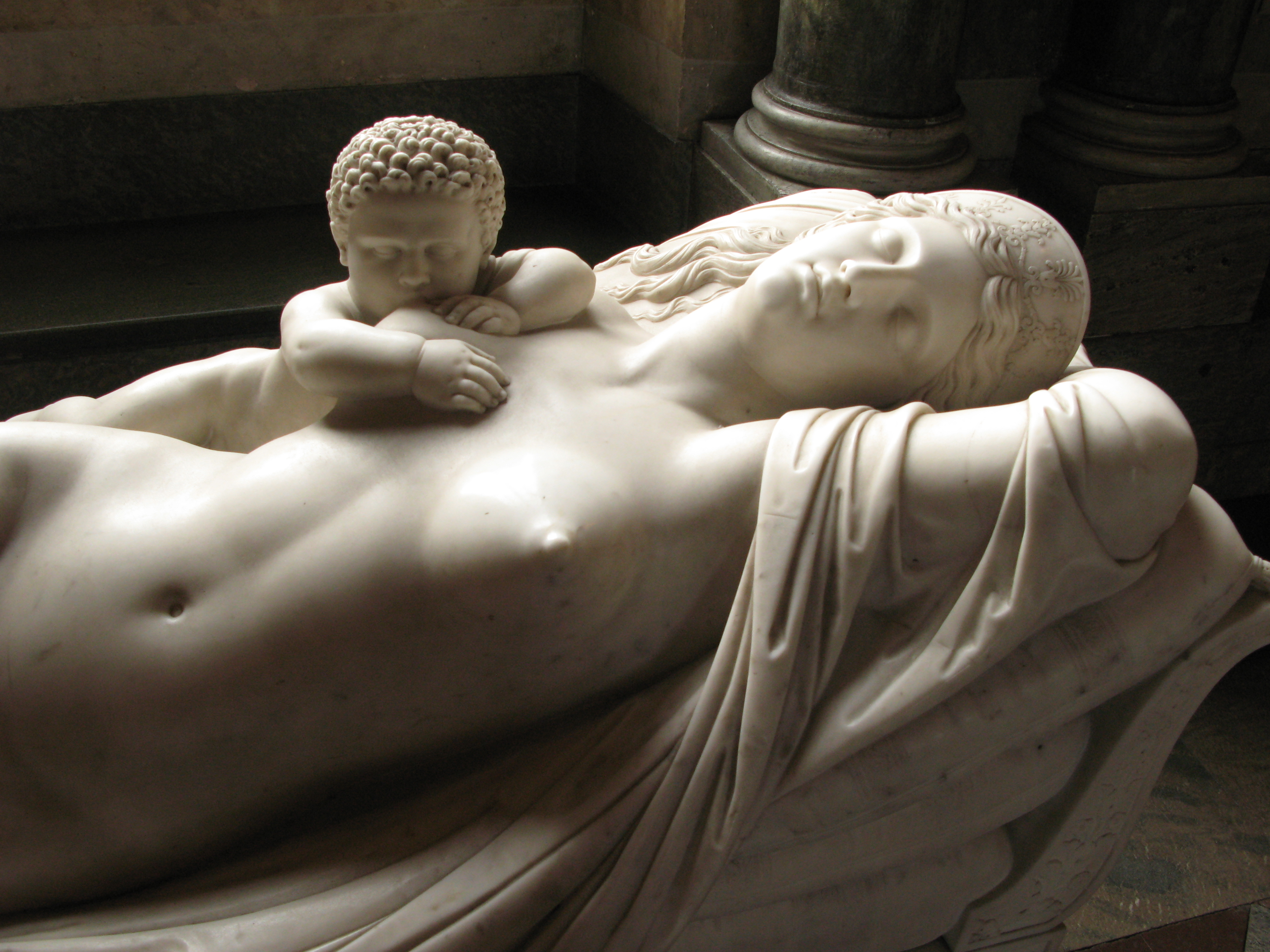
Kvinna med spädbarn, Stockholms slott.

Det konstverk han först väckte uppseende med var hans flera gånger reproducerade staty Den liggande bacchantinnan (i halv kroppsstorlek). Ett marmorarbete med vilket han även grundade sitt rykte, visade den antikiserande riktningen av hans konstnärskap. Sergel yttrade om verket, att det bebådade en konstnär, som en dag skulle överträffa sin mästare. Verket, som han två gånger reproducerade (ett exemplar i Uppsala universitets museum), ankom till Stockholm 1814. I detta, liksom i hans senare arbeten, framträder hans mästerskap i synnerhet i framställningen av sinnlig yppighet och graciös formskönhet. Hans kvinno- och barnfigurer är synnerligen framstående.
Många verk från denna hans blomstringsperiod 1816–29 stannade i utlandet, men ännu flera gick till Sverige, där han hade goda kunder såväl i kungen som i flera av tidens magnater. Bland arbeten, som hitkom, må nämnas Venus och Amor (på Säfstaholms slott), Badande flicka samt Den sovande Juno med Herkulesbarnet vid bröstet (Stockholms slott; en 1818 utförd reproduktion finns i Nationalmuseum). 1829 uppsattes Bellmansbysten (av brons) på Djurgården i Stockholm och Linnés sittande staty (marmor) i Botaniska trädgårdens orangeribyggnad i Uppsala. Vid denna tid utförde Byström även Harmonien och en altardekoration för Linköpings domkyrka (1830–1831), som framställer Frälsaren jämte Tron, Hoppet, Kärleken (nedtagna ca 1930). Gipserna i Immanuels kyrka i Halden och i Skeppsholmskyrkan i Stockholm är andra exemplar av samma konstverk. 

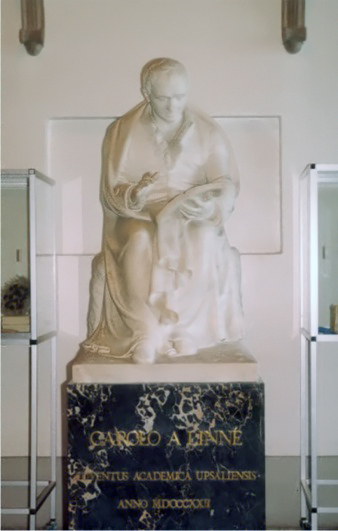
Byströms staty av Linné, Carolina Rediviva, Uppsala.

Med en produktivitet nästan utan like lämnade Byström under sitt nära fyrtioåriga konstnärsliv en mängd basreliefer, byster och statyer.
Ett urval är:
- Ariadne, Venus och Amor
- Juno med Hercules
- Danserskan
- Flicka med duvor (oskulden),
- Hebe, Euterpe, Here, Hygiæa, de tre kolossala statyerna
- Karl X Gustav, Karl XI och Karl XII, statyer i marmor, Stockholms slott.
- Linnés byst i Botaniska trädgårdens orangeribyggnad i Uppsala.
- Altarfonden i Linköpings domkyrka
- Kristus i Immanuels kyrka, Halden, Norge
- Bellmansbysten på Djurgården, Stockholm som avtäcktes den 26 juli 1829. Bellmansdagen firas därefter årligen på samma plats.
- Karl XIV Johan som krigsguden Mars, Skoklosters slott.